# Metis (Mond)
Metis (auch Jupiter XVI) ist der innerste bekannte Mond des Planeten Jupiter.

## Entdeckung

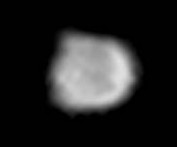
Metis am 4. Januar 2000 von Galileo in 292.600 km Entfernung.

Der Mond wurde im Jahre 1979 von dem Astronomen Stephen Synnott (Voyager Science Team) auf Aufnahmen der Raumsonde Voyager 1 entdeckt und erhielt zunächst die vorläufige Bezeichnung S/1979 J 3.
1983 wurde er offiziell nach der Titanin Metis aus der griechischen Mythologie, der ersten Gemahlin des Zeus, benannt.

## Bahndaten
Metis bewegt sich innerhalb Jupiters Ringsystem und ist vermutlich eine Quelle für die Ringpartikel. Metis umläuft Jupiter innerhalb des geostationären Orbitalradius und ist dabei den starken Gezeitenkräften des Riesenplaneten ausgesetzt. Der Mond ist klein genug, um nicht von den Kräften zerrissen zu werden, jedoch wird seine Umlaufbahn in Zukunft absinken, sodass er – ebenso wie der nächstäußere Mond Adrastea – irgendwann in den Jupiter stürzen wird.
Metis befindet sich innerhalb der Roche-Grenze für Flüssigkeitsmonde, d. h., er ist nur durch den Zusammenhalt seines Materials stabil. Die Fluchtgeschwindigkeit gilt nur für eine Bewegung im rechten Winkel zum Gasplaneten.

## Aufbau und physikalische Daten
Metis Dichte von 3,0 g/cm³ lässt einerseits darauf schließen, dass sie zu gleichen Teilen aus Wassereis und silikatischem Gestein zusammengesetzt ist. Metis weist eine sehr dunkle Oberfläche mit einer geschätzten Albedo von 0,06 auf. Ihre scheinbare Helligkeit beträgt 17,5m.